# Aéroport de Buôn Ma Thuôt
Pour les articles homonymes, voir BMV.
L'aéroport de Buôn Ma Thuột (code IATA : BMV • code OACI : VVBM) est un aéroport mixte civil et militaire de la ville de Buôn Ma Thuột dans la province de Đắk Lắk, sur le plateau du centre du Viêt Nam.
Il comprend une piste en béton de 3 000 m x 50 m, capable d’accueillir l'A320, l'A321 et le B767 ou leurs équivalents.

## Situation

### Carte des aéroports du Viêtnam
| Vân Đồn (2018) Thọ Xuân Chu Lai Liên Khuong Đà Nẵng Hải Phòng Cat Bi Hanoï Saïgon Nha Trang Phú Quốc Vinh Buôn Ma Thuôt Cà Mau Côn Đảo Đồng Hới Pleiku Phù Cát Phú Bài Rach Gia Nà Sản Đông Tác Vũng Tàu Cần Thơ Diên Biên Phu Quảng Trị |

Les compagnies aériennes vietnamiennes Vietnam Airlines, Jetstar Pacific et Bamboo Airways sert des vols connectant cet aéroport avec  l’aéroport international de Tân Sơn Nhất (Hô Chi Minh ville), l’aéroport international de Đà Nẵng, l’aéroport international de Nội Bài (Hanoi) et l’aéroport de Vinh.

## Compagnies et destinations
| Compagnies               | Destinations                                                            |
| ------------------------ | ----------------------------------------------------------------------- |
| Jetstar Pacific Airlines | Đà Nẵng, Hải Phòng-Cat Bi, Hô Chi Minh Ville (Tân Sơn Nhất), Thanh Hóa  |
| Vietjet Air              | Hải Phòng-Cat Bi, Hanoï-Nội Bài, Hô Chi Minh Ville (Tân Sơn Nhất), Vinh |
| Vietnam Airlines         | Đà Nẵng, Hanoï-Nội Bài, Hô Chi Minh Ville (Tân Sơn Nhất)                |

Édité le 24/07/2018